# Белоглав орел
Белоглавият орел (Haliaeetus leucocephalus) е граблива птица, населяваща Северна Америка. Известна е като националният символ на САЩ. Има характерно оцветяване на перата на главата в бяло. Белоглавият орел е сравнително голяма птица, с дължина на тялото от 71 до 106 cm, размах на крилете 168 – 244 cm и маса от 3 до 7 kg. Живее около 30 години. Гнездото, в което се излюпват малките, е с размери 4 на 2,5 m и тежи един тон. През 1973 година е класифициран като застрашен от изчезване вид в САЩ, но благодарение на положените грижи, на 28 юни 2007 година е премахнат от списъка на застрашените видове. В Червената книга на световнозастрашените видове (IUCN Red List) е включен като незастрашен вид (Least Concern LC).
Снася 3-1 чистобели яйца.
В менюто на белоглавия орел преобладава рибата, но се храни също и с по-малки птици и бозайници. Развива скорост между 56 и 70 километра в час, но след лов тя обикновено пада до около 48 километра в час. Полетът му се определя като бърз и маневрен. Максималната скорост, с която може да се гмурне във вода достига 160 километра в час.

## Подвидове
- H. l. leucocephalus – Южен белоглав орел
- H. l. washingtoniensis – Северен белоглав орел